# برج الحكيم
بلدية بُرج الحكيم أو (نقحرة: توري الهكيمة) (بالإسبانية: Torre Alháquime)‏، هي إحدى بلديات مقاطعة قادس, التي تقع في منطقة الأندلس جنوب إسبانيا.
يبلغ عدد سكانها 912 نسمة وفقاً لإحصائية سنة (2002).